# Friedrich von Hausen
Friedrich von Hausen (1150 circa – Philomelium, 6 maggio 1190) è stato un Minnesänger tedesco attivo nel XII secolo.

## Vita e opere
Il suo nome è frequentemente menzionato in documenti legali, il più antico dei quali è datato 1171. Nacque nel medio territorio renano, come rivela la lingua da lui utilizzata, anche se non si è potuto definire l'esatta città di nascita. Nel 1175 e nel 1186 fu in Italia, al seguito del futuro imperatore Enrico VI. L'anno dopo era al seguito di Federico Barbarossa e nel 1188 fu a Worms insieme con il conte di Hainaut Baldovino V. Accompagnò il Barbarossa nella crociata del 1189, morendo in Anatolia un mese prima dello stesso imperatore, che perse la vita annegando nel fiume Göksu.
Friedrich von Hausen è uno dei primi minnesänger a imitare la lirica provenzale, che egli poté conoscere nei suoi viaggi in Borgogna e nella stessa Provenza, introducendo, insieme con Heinrich von Veldeke, elementi romanzi nel minnesang, i motivi «del sogno d'amore, dell'amor sin dall'infanzia e dell'amore di terra lontana. Sono tre forme di evasione, eppure egli può essere considerato il tipo ideale del cavaliere dell'età degli Hohenstaufen. lontano da ogni spirito di galanteria, è virilmente appassionato, ma sa imporsi sempre il freno di una rigorosa coerenza morale oltreché estetica [...] Si scontrano due opposte concezioni della minne, quella per cui l'amore è scala di elevazione, di un'elevazione che si compie soltanto nel perfetto cavaliere e nel perfetto amante; e quella per cui l'amore è, secondo la visione dei mistici del XII secolo e di Abelardo, sentimento specificamente ed esclusivamente individuale, e quindi è passione, languore e morte».